# Euphyllodromia stigmatosoma
Euphyllodromia stigmatosoma es una especie de cucaracha del género Euphyllodromia, familia Ectobiidae.

## Distribución
Esta especie se encuentra en Colombia.